# Interakcja transakcyjna
Interakcja transakcyjna to proces wymiany nagród i kar pomiędzy jednostkami biorącymi udział w procesie komunikacji (wymiana „coś za coś”). Przykładem owej interakcji może być otrzymanie dyplomu za dobrą naukę.